# Walter Alston
Walter Emmons Alston (* 1. Dezember 1911 in Venice, Ohio; † 1. Oktober 1984 in Oxford, Ohio) war ein US-amerikanischer Baseballspieler und -manager in der Major League Baseball (MLB). Sein Spitzname war Smokey.

## Biografie
Walter Alston bestritt die meiste Zeit seiner aktiven Karriere in den Minor Leagues. Sein einziges Spiel in der National League bestritt er am 27. September 1936 für die St. Louis Cardinals. In diesem Spiel kam er als Ersatzmann für Johnny Mize zum Einsatz, da dieser des Feldes verwiesen worden war. Bereits als Spieler übernahm er in Portsmouth in der Mid-Atlantic League 1940 auch den Posten des Managers. 1944 kam er dann als Minor-League-Manager in die Organisation der Brooklyn Dodgers, in der er 33 Jahre tätig sein sollte. Am 24. November 1953 berief ihn Walter O’Malley zum Manager der Dodgers. Alston löste Charlie Dressen ab, der einen mehrjährigen Vertrag gefordert hatte, was damals bei den Dodgers als Tabu galt. Alston arbeitete bis 1976 dann mit 24 Ein-Jahres-Verträgen. Unter der Regie von Alston schafften die Brooklyn Dodgers 1955 ihren einzigen Sieg in der World Series. Im folgenden Jahr gewann er mit seinem Team den Titel in der National League. Nach dem Umzug der Dodgers nach Los Angeles arbeitete er dann mit Spielern wie Sandy Koufax, Don Drysdale und Maurey Wills, mit denen er vier Meisterschaften in der National League von 1959 bis 1966 erreichte. 1963 und 1965 folgten weitere Siege in der World Series. Das letzte große Team von Walter Alston war mit Spielern wie Steve Garvey, Dave Lopes und Ron Cey besetzt. Mit ihnen erreichte Alston 1974 seine letzte World Series, in denen die Dodgers den Oakland Athletics glatt in fünf Spielen unterlagen.
Sein letztes Spiel als Manager war am 27. September 1976 eine 0:1-Niederlage gegen die Houston Astros. Seit dem 5. Juni 1977 vergeben die Dodgers Alstons Rückennummer 24 nicht mehr. Alston beendete seine Karriere mit 2048 Siegen in 23 Jahren bei den Dodgers. 1983 wurde er als erster Manager der 1970er Jahre durch das Veterans Committee in die Baseball Hall of Fame aufgenommen. Ein Jahr später verstarb Alston im Alter von 72 Jahren.